# Liu Binbin
Liu Binbin (劉彬彬T, 刘彬彬S, Liú BīnbīnP; Meizhou, 16 giugno 1993) è un calciatore cinese, centrocampista dello Shandong Luneng e della Nazionale cinese.

## Carriera

### Club
Ha sempre giocato nel campionato cinese.

### Nazionale
Ha esordito in nazionale nel 2014.

## Statistiche

### Cronologia presenze e reti in nazionale
| Cronologia completa delle presenze e delle reti in nazionale ― Cina | Cronologia completa delle presenze e delle reti in nazionale ― Cina | Cronologia completa delle presenze e delle reti in nazionale ― Cina | Cronologia completa delle presenze e delle reti in nazionale ― Cina | Cronologia completa delle presenze e delle reti in nazionale ― Cina | Cronologia completa delle presenze e delle reti in nazionale ― Cina | Cronologia completa delle presenze e delle reti in nazionale ― Cina | Cronologia completa delle presenze e delle reti in nazionale ― Cina |
| Data                                                                | Città                                                               | In casa                                                             | Risultato                                                           | Ospiti                                                              | Competizione                                                        | Reti                                                                | Note                                                                |
| ------------------------------------------------------------------- | ------------------------------------------------------------------- | ------------------------------------------------------------------- | ------------------------------------------------------------------- | ------------------------------------------------------------------- | ------------------------------------------------------------------- | ------------------------------------------------------------------- | ------------------------------------------------------------------- |
| 07-06-2021                                                          | Sharja                                                              | Cina                                                                | 2 – 0                                                               | Filippine                                                           | Qual. Mondiali 2022                                                 | -                                                                   | 77’                                                                 |
| 11-06-2021                                                          | Sharjah                                                             | Cina                                                                | 5 – 0                                                               | Maldive                                                             | Qual. Mondiali 2022                                                 | 1                                                                   |                                                                     |
| 15-06-2021                                                          | Sharjah                                                             | Cina                                                                | 3 – 1                                                               | Siria                                                               | Qual. Mondiali 2022                                                 | -                                                                   | 63’                                                                 |
| 07-10-2021                                                          | Sharjah                                                             | Cina                                                                | 3 – 2                                                               | Vietnam                                                             | Qual. Mondiali 2022                                                 | -                                                                   | 54’                                                                 |
| Totale                                                              |                                                                     | Presenze                                                            | 4                                                                   |                                                                     | Reti                                                                | 1                                                                   |                                                                     |

## Palmarès

### Club

#### Competizioni nazionali
- Coppa della Cina: 2

Shandong Luneng: 2020, 2021